# Hanifa-moskee
De Hanifa-moskee, ook Masjid Hanifa, is een moskee in de provincie Nadroga-Navosa, op het eiland Viti Levu in Fiji.
Na een bezoek aan een kleine, goedkoop gebouwde moskee in 2019, beloofde de Nadi-zakenman Bobby Khan de bouw van een nieuwe moskee te zullen financieren. Het benodigde geld werd bijeengebracht met donaties van moslims in en buiten Fiji. De moskee werd geopend op 10 april 2021. Het project kostte bijna 1 miljoen US-dollar en nam ongeveer achttien maanden in beslag. 
In het gedeelte voor mannen kunnen tweehonderd personen en in dat voor vrouwen vijftig.
De moskee is vernoemd naar Khans moeder Hanifa Begum. De grond waar de moskee op staat werd geschonken en bebouwd door Western Home Limited. De openingsceremonie werd verricht door de ministers Faiyaz Koya van Handel, Toerisme en Transport en Rosy Akbar van Onderwijs, Monumentenzorg en Kunsten. 